# Regard d’or
Der Regard d’or ist der Hauptpreis der internationalen Jury des Internationalen Filmfestivals Freiburg in der Schweiz.

## Gewinner

### Verleihförderpreis: 1986–1994
- 1986: Wend Kuuni von Gaston Kaboré,  Burkina Faso 1982
- 1988: Der Pferdedieb (Dao Ma Tse) von Tian Zhuangzhuang  China 1986
- 1988: Yeelen von Souleymane Cissé,  Mali 1987
- 1990: Piravi von Shaji N. Karun  Indien 1988
- 1992: Ganh Xiec Rong von Viet Linh  Vietnam 1988
- 1993: Die Nacht (Al Leil) von Mohammad Malas  Syrien 1992
- 1993: Ein blutroter Morgen (Xuese Qingchen) von Li Shaohong  China 1992
- 1994: Neues Spiel, neues Glück (Kosh ba kosh) von Bachtijor Chudoinasarow,  Tadschikistan 1993
- 1994: Der Meister des Puppenspiels (Ximeng Rensheng) von Hou Hsiao-Hsien,  Taiwan 1993

### «Großer Preis»: 1995–1997
- 1995: Madagascar von Fernando Pérez,  Kuba 1994
- 1995: Quiéreme y verás von Daniel Díaz Torres,  Kuba 1994
- 1996: Stirb nicht ohne mir zu sagen, wohin du gehst (No te mueras sin decirme adónde vas) von Eliseo Subiela,  Argentinien 1995
- 1997: Nuages de pluie sur Wushan: l’attente von Ming Zhang,  China 1996

### «Grand Prix‚ Le Regard d’or»: 1998–heute
- 1998: Pizza, birra, faso von Adrián Caetano,  Argentinien 1997
- 1998: Wer zum Teufel ist Juliette? (¿Quién diablos es Juliette?) von Carlos Marcovich  Mexiko 1997
- 1999: La Vie sur terre von Abderrahmane Sissako,  Mauretanien 1998
- 2000: L’oiseau qui s’arrête dans les airs (새는 폐곡선을 그린다 Saeneun Pyegokseoneul Geurinda) von Jeon Soo-il,  Südkorea 1999
- 2001: Yi Yi von Edward Yang,  Taiwan 2000
- 2002: Chameau(x) (낙타(들) Nakta(deul)) von Park Ki-Yong  Südkorea 2001
- 2003: Historias Mínimas (Historias mínimas) von Carlos Sorín,  Argentinien 2002
- 2004: Días de Santiago – Krieg kennt nur Opfer von Josué Méndez  Peru 2004
- 2005: La Nuit de la vérité von Fanta Régina Nacro,  Burkina Faso  Frankreich 2004
- 2006: Tout doucement (Be Ahestegui) von Maziar Miri,  Iran 2005
- 2007: Sous le toit d’Alice (A casa de Alice) von Chico Teixera  Brasilien 2006
- 2008: Flower in the Pocket von Tat Liew Seng  Malaysia 2007
- 2009: My Magic von Eric Khoo,  Singapur 2008
- 2010: L’autre rive von Giorgi Owaschwili,  Georgien 2009
- 2011: Poetry von Lee Chang-dong,  Südkorea 2010
- 2012: Never Too Late (Af Paam Lo Meuchar) von Ido Fluck  Israel 2011
- 2013: Three Sisters (San Zimei) von Wang Bing,  Frankreich  China 2012
- 2014: Han Gong-ju von Lee Su-jin,  Südkorea 2013
- 2015: González von Christian Díaz Pardo  Chile 2014
- 2016: Mountain (Ha’har) von Yaelle Kayam  Israel 2015
- 2017: Am Strang (Apprentice) von Boo Junfeng  Singapur  Deutschland  Frankreich 2016
- 2018: Black Level (Рівень чорного) von Walentyn Wassjanowytsch  Ukraine 2017
- 2019: The Good Girls (Las niñas bien) von Alejandra Márquez Abella  Mexiko 2018
- 2021: Night of the Kings von Philippe Lacôte  Elfenbeinküste  Frankreich  Kanada  Senegal 2020[2]
- 2025: Black Dog von Guan Hu  Volksrepublik China 2024[3]